# Jürgen Alexander Heß

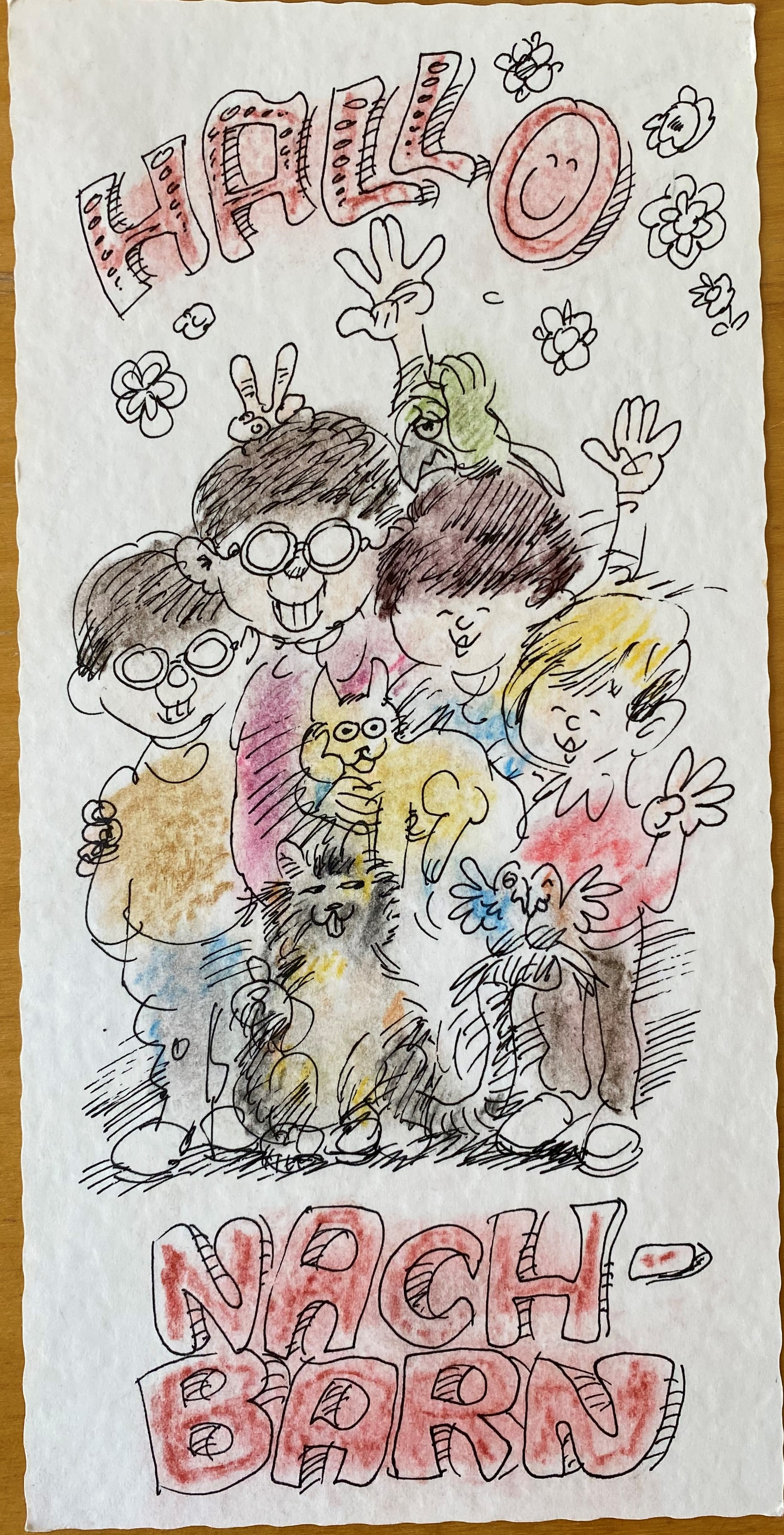
Illustration aus Privatbesitz

Jürgen Alexander Heß (* 1. März 1943; † 5. August 2001 in Hamburg) war ein deutscher Illustrator. 

## Leben
Er absolvierte nach seinem Schulabschluss eine Lehre als Dekorateur im Hamburger Alsterhaus. Im Anschluss hieran besuchte er von 1963 bis 1967 die Fachhochschule für Graphik und Design in Hamburg. Er war fortan für verschiedene Verlage tätig. Ab 1976 engagierte ihn die Hörzu. Er sollte den gesundheitlich angeschlagenen Reinhold Escher unterstützen und im Wechsel mit ihm eigene Mecki-Geschichten zeichnen. Seine parodistisch angelegten Comics nach Texten von Hörzu-Redakteur Rainer Schwarz fanden aber nur wenig Anklang. Seine Folgen und Einzelgags wurden bis 1985 veröffentlicht.